# Invisibles
Invisibles (The Invisibles) è una serie a fumetti ideata e scritta da Grant Morrison. L'opera, suddivisa in 3 serie di 25, 22 e 12 numeri, è stata pubblicata negli Stati Uniti dal 1994 al 1999 dalla DC Comics sotto l'etichetta editoriale Vertigo. In Italia è edita dalla Magic Press con il titolo Invisibles e dalla RW Edizioni dal 2013. Nella realizzazione grafica di questa opera Morrison si è avvalso della collaborazione di parecchi artisti, tra i quali Steve Yeowell, Jill Thompson, Phil Jimenez e Frank Quitely.
Lo sceneggiatore scozzese si appropria dell'intero scibile della cultura e controcultura pop, facendo convivere così il serial orwelliano Il prigioniero con la mitologia azteca, il libro delle divinazioni cinesi I-Ching con le ultime scoperte della fisica quantistica, il Situazionismo di Guy Debord e le ossessioni angoscianti di Howard Phillips Lovecraft, lo spirito lisergico di John Lennon con l'esoterismo di Aleister Crowley.

## Trama
La nostra realtà non è quella in cui crediamo di vivere: una razza di alieni, chiamati Arconti, da secoli manipola le vite degli esseri umani tramite l'influenza occulta della politica e dei mass media. A loro si oppongono gli Invisibili: una società segreta, anarcoide e sovversiva, che si batte da secoli per la libertà dalle strutture autoritarie e dal controllo.
La cellula più violenta e indisciplinata dell'organizzazione è quella capitanata da King Mob, un anarchico assassino il cui motto è «Non hai scelta: libertà senza confini oppure eterno controllo». King Mob è inoltre dotato di capacità psichiche e da bravo paranoico ha adottato più di un'identità (tra cui quella di Gideon Stargrave, un dandy avventuriero ispirata dichiaratamente a Jerry Cornelius, personaggio creato da Michael Moorcock negli anni settanta).
La brigata anti-controllo comprende inoltre Ragged Robin, una strega dalla doppia esistenza (nel senso che esiste contemporaneamente in due piani temporali diversi, sia nel nostro presente sia nel 2012), il travestito sudamericano dai poteri sciamanici Lord Fanny, l'ex poliziotta di Harlem Boy e Jack Frost, un teppista inglese che è destinato ad essere la prossima reincarnazione del Buddha.
Stabilità, normalità, conformismo e ogni certezza sullo stato delle cose sono per gli Invisibili i veri nemici da combattere, sterminando il concetto di realtà per svelare il lato occulto del mondo.
La struttura narrativa distrugge la linearità del tempo, tanto che andrebbe letto come se fosse il primo episodio l'ultimo della serie ambientato il 22 dicembre del 2012. Il giorno in cui la storia si scontra duramente con la più impensabile delle apocalissi, un evento presentito e annunciato dai profeti delle culture più diverse: la biblica Armageddon, il Ragnarǫk nordico, il Quinto Sole degli Aztechi, il Giorno del Giudizio cristiano.
Per confondere ancora di più le acque, Morrison si diverte a frantumare le più elementari coordinate dello spazio – tempo, cosicché i protagonisti di Invisibles si spostano a piacimento nelle falde temporali attraverso una sorta di viaggio astrale. Partendo dall'idea della simultaneità degli eventi, vale a dire che tutti ciò che è successo nel passato e che succederà nel futuro esiste contemporaneamente nel presente e quindi per viaggiare nel tempo gli Invisibles mettono in atto una semplice distorsione dei propri parametri percettivi.
In molte delle storie si riconosce l'ispirazione da Philip K. Dick, che già negli anni '50 aveva narrato di cospirazioni da parte di esseri alieni e macchine robot e di realtà contraffatte.
La cospirazione è una dei perni su cui la trama si dipana e lo sceneggiatore fa una panoramica tra quelle più in voga degli ultimi anni. Oltre al complotto alieno c'è, ad esempio, la teoria secondo cui le basi militari americane nascondano dei vaccini mai diffusi contro malattie infettive come l'AIDS, ma c'è posto anche per le speculazioni di David Icke (autore del libro i Figli di Matrix) riguardante la morte della principessa Diana. Nella versione dello sceneggiatore scozzese Lady D. è stata uccisa dagli agenti segreti al soldo di Sir Miles Delacourt e dagli Arconti per permettere all'essere soprannaturale Moonchild, figlio dalla principessa, di salire al trono della Gran Bretagna.

## Altri media
Il fumetto non ha avuto ancora versioni realizzate per altri mass media, tuttavia il coinvolgimento dell'opera con altri mezzi di comunicazione di massa si è già verificato in diverse occasioni. Grant Morrison ha accusato i fratelli Wachowski di aver saccheggiato molte delle idee della sua serie per il film Matrix. I registi, pur dichiarandosi lettori del fumetto di Morrison, hanno però negato di averne tratto qualsivoglia ispirazione.
Morrison aveva pensato Invisibles come una mini serie per la televisione e la inviò nel 1993 ad alcune emittenti. Venne però bocciata perché, secondo i produttori, non c'era posto in TV per storie di cospirazioni aliene. L'anno successivo venne mandata in onda dalla Fox X-Files che ebbe un successo clamoroso. L'autore, per vendicarsi del trattamento subito dagli studios televisivi, prese in giro il serial con battute e allusioni ai due protagonisti Mulder e Scully.
Alla fine della terza serie l'autore scozzese aveva previsto un romanzo con l'ultima avventura di King Mob e soci; ad oggi però non è ancora stato pubblicato. Adesso, stando ad una sua recente intervista, sembra che abbia scritto una mini serie televisiva con il seguito delle storie del fumetto.
L'amico e collega Warren Ellis ha creato con Planetary la propria versione di Invisibles con finalità ed intenti però del tutto diversi (anche se la teoria del grande complotto e le società segrete sono elementi ricorrenti in entrambe le opere).